# Centralia (Missouri)
Centralia é uma cidade localizada no estado americano de Missouri, no Condado de Audrain e Condado de Boone.

## Demografia
Segundo o censo americano de 2000, a sua população era de 3774 habitantes.
Em 2006, foi estimada uma população de 3611, um decréscimo de 163 (-4.3%).

## Geografia
De acordo com o United States Census Bureau tem uma área de
6,6 km², dos quais 6,6 km² cobertos por terra e 0,0 km² cobertos por água.

## Localidades na vizinhança
O diagrama seguinte representa as localidades num raio de 28 km ao redor de Centralia.